# Habronattus neomexicanus
Habronattus neomexicanus là một loài nhện trong họ Salticidae.
Loài này thuộc chi Habronattus. Habronattus neomexicanus được Ralph Vary Chamberlin miêu tả năm 1925.